# ليفيرانو
ليفيرانو (بالإيطالية: Leverano)‏ هي بلدة وبلدية في مقاطعة ليتشي في إقليم بوليا في جنوب إيطاليا.

## السكان
في سنة 1861 بلغ عدد السكان 2٬443 نسمة، وتطور العدد ليصل في سنة 2011 لـ 14٬069 نسمة.
يظهر هذا المخطط البياني تطور النمو السكاني لـ ليفيرانو